# Neuseddin
Neuseddin ist ein Ortsteil der Gemeinde Seddiner See im brandenburgischen Landkreis Potsdam-Mittelmark.

## Geografie
Neuseddin liegt in einer waldreichen Gegend im Naturpark Nuthe-Nieplitz an den Ufern des Großen Seddiner Sees unweit der Städte Potsdam (15 km) und Berlin (20 km). Das Gebiet der Gemeinde erstreckt sich über rund 14 km². Damit ist Neuseddin der größte Ortsteil der Gemeinde.

## Geschichte
Der Ort Neuseddin wurde 1915 gegründet. Er entstand als Wohnsiedlung für die Eisenbahner des im Kunersdorfer Forst errichteten und heute wichtigsten Rangierbahnhofes des Berliner Eisenbahnkomplexes. Im Rahmen der Internationalen Eisenbahntechnischen Ausstellung 1924 in Neuseddin wurde der Rangierbahnhof Seddin getauft. In der Zeit des Nationalsozialismus befand sich dort ein Zwangsarbeiterlager der Deutschen Reichsbahn. Auf dem Friedhof erinnert seit 1947 ein Gedenkstein an die insgesamt 45 Opfer, darunter sowjetische und polnische Zwangsarbeiter, jüdische Frauen und Mädchen sowie KZ-Häftlinge. 
1970 wurden viele Plattenbauten als Wohnhäuser für Soldaten eines nahe stationierten NVA-Truppenteiles (Straßenbauregiment Robert Siewert, Bausoldaten) errichtet. Dies zog die Errichtung weiterer Einkaufseinrichtungen und einer Schule (1972/73) sowie die Vergrößerung des Kindergartens nach sich.
Am 6. Dezember 1993 schloss sich Neuseddin mit den bis dahin selbstständigen Gemeinden Seddin und Kähnsdorf zur Gemeinde Seddiner See zusammen.

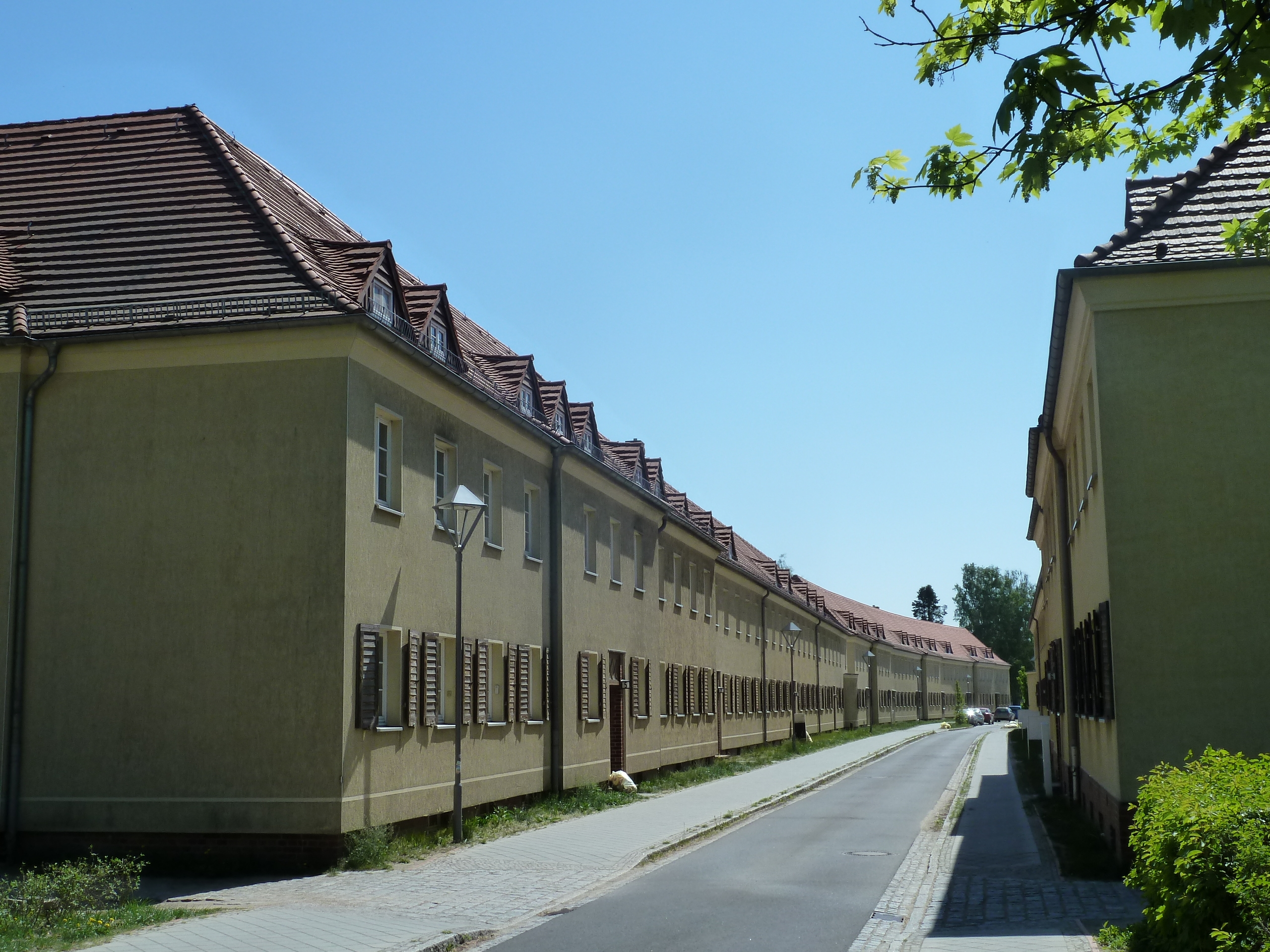
Eisenbahnersiedlung
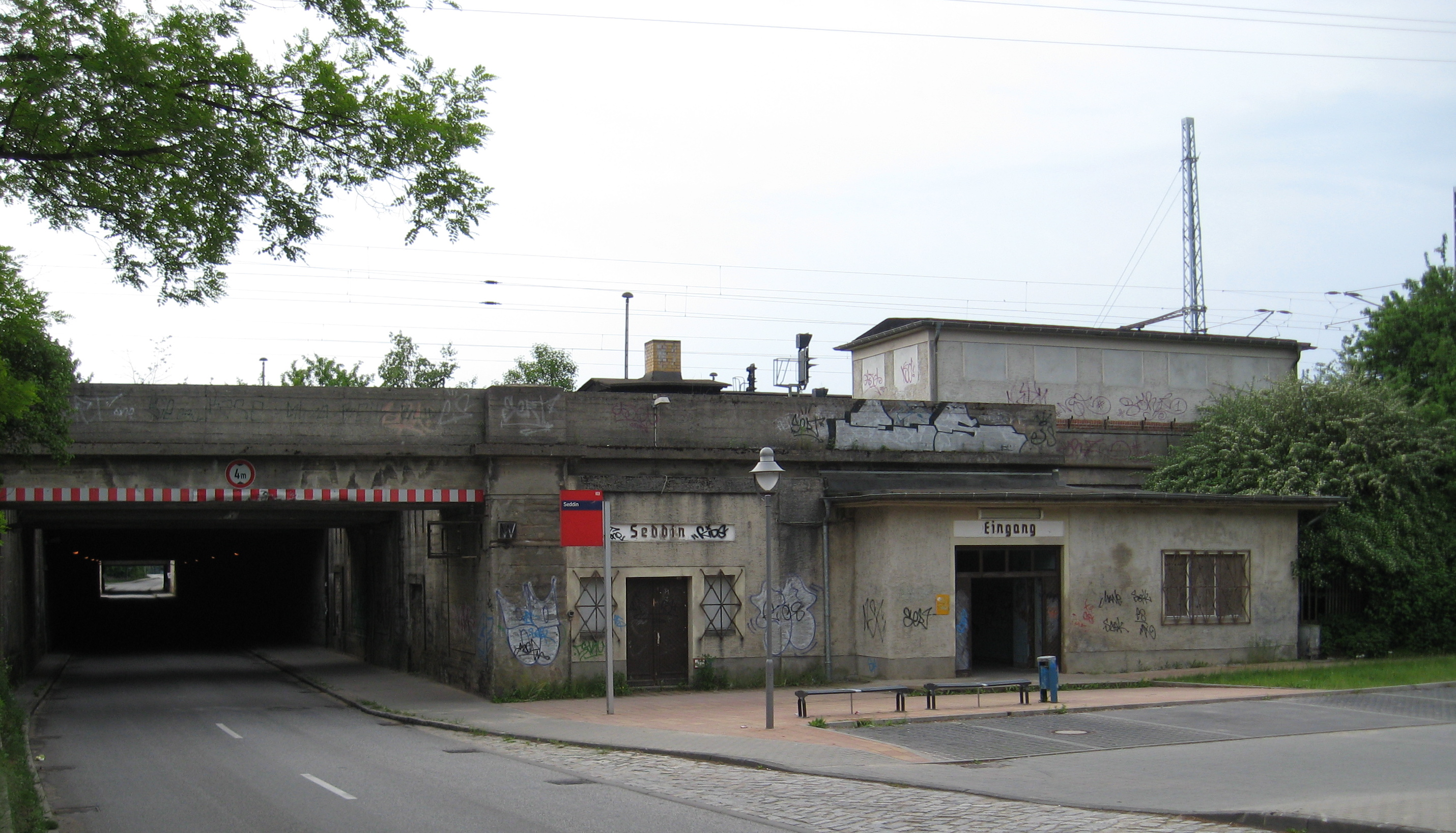
Bahnhof Seddin in Neuseddin im Jahr 2009
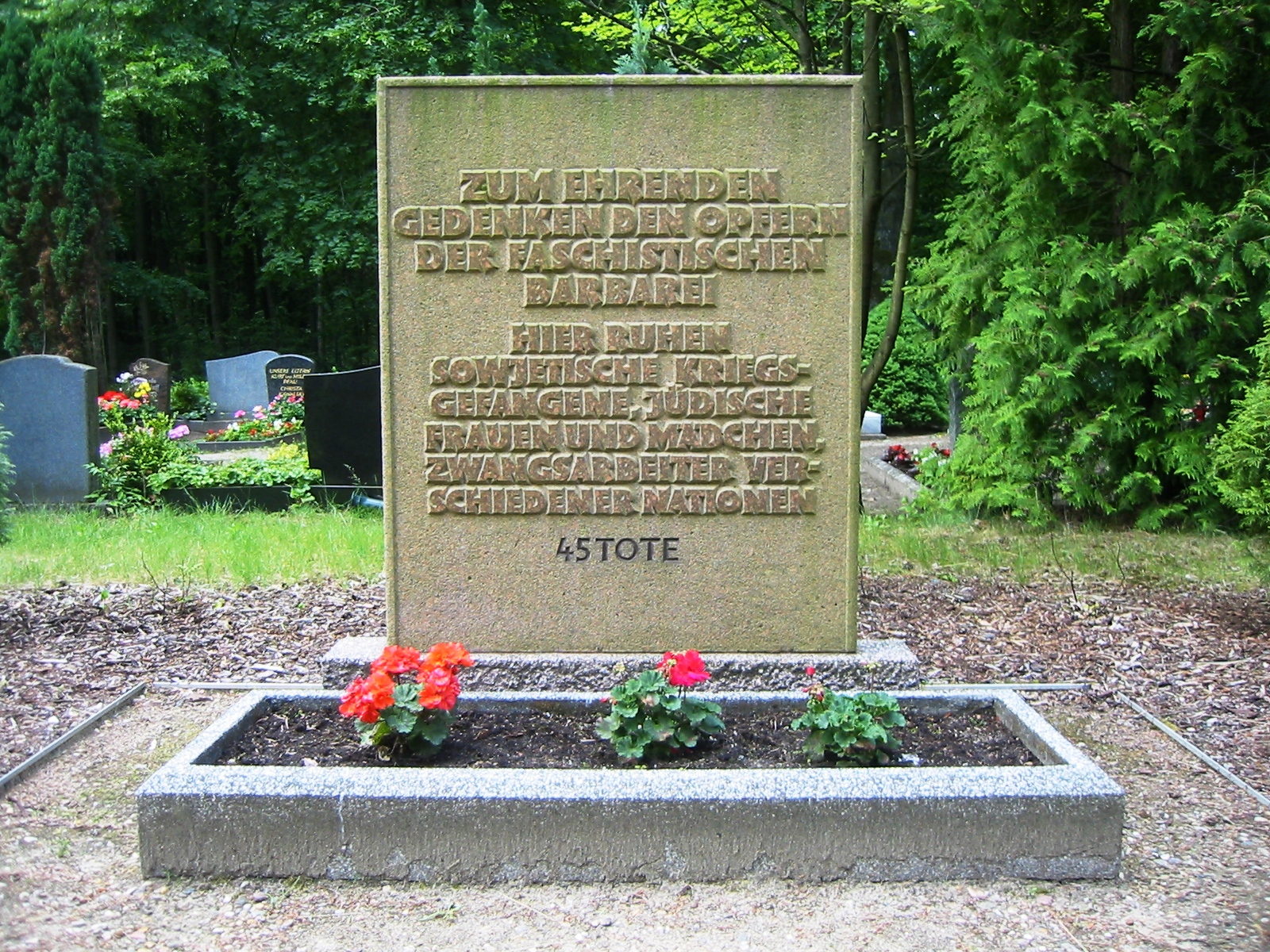
Gedenkstein für Zwangsarbeiter